# UTC+10:00
Giờ UTC+10 là múi giờ được dùng tại các nơi sau đây:
- Úc (Giờ chuẩn Đông Úc - Australian Eastern Standard Time)
  - Lãnh thổ Thủ đô Úc**,
  - New South Wales** (trừ Broken Hill dùng giờ Nam Úc, và Đảo Lord Howe dùng giờ UTC+10:30),
  - Queensland,
  - Tasmania** (bắt đầu giờ tiết kiệm ánh sáng ngày DST cuối tuần đầu tiên của tháng 10 thay vì cuối tuần cuối),
  - Victoria**
- Liên bang Micronesia
  - Chuuk,
  - Yap, và vùng xung quanh
- Papua New Guinea
- Nga
  - Primorsky Krai (bao gồm Vladivostok và Đảo Sakhalin)*
  - Khabarovsk Krai*
  - Cộng hòa Sakha* (phần miền trung, bao gồm Quần đảo New Siberian)
- Hoa Kỳ (Múi giờ Chamorro)
  - Guam (lãnh thổ)
  - Quần đảo Bắc Mariana (thịnh vượng chung)